# 李典勇
李典勇，台灣知名電視節目製作人，國立台灣藝術大學音樂學系肄業。1986年8月23日與陶大偉在台北市合開「創意傳播事業有限公司」。2006年到北京經營中國大陸音樂版權代理、2014年製作台海兩岸合拍電影《痞子遇到愛》。曾任詼諧傳播（季田國際前身）老闆、艾迪爾傳播（季田國際前身）老闆、季田國際老闆、艾迪貝爾國際執行董事、愛打卡國際娛樂總經理，是電視節目製作人沈玉琳的師父。

## 作品
電影
- 2014年《痞子遇到愛》（監製、導演、編劇）

綜藝節目導演
- 1984年 中視《黃金拍檔》，中華製作公司製作
- 1987年 中視《綜藝大亨》，中華製作公司製作

綜藝節目製作
- 1990年 中視《歡樂傳真》，詼諧傳播製作
- 1991年 中視《樂自心中來》[2]
- 1993年 台視《彩虹假期》，艾迪爾傳播製作
- 1995年 台視《天天樂翻天》，艾迪爾傳播製作
- 1997年 台視《台灣紅不讓》，艾迪爾傳播製作
- 1999年 台視《少年兵團 旗開得勝》，艾迪爾傳播製作
- 2000年 台視《百萬大挑戰》
- 2003年 台視《愛的郵差》，季田國際製作
- 2004年 台視《綜藝鐵金剛》
- 衛視中文台《街頭大富翁》
- 2004年 衛視中文台《嚦咕嚦咕樂翻天》，主持人徐乃麟
- 2013年 東風衛視《ALL IN 俱樂部》，主持人蔣偉文
- 2013年 上海文廣新聞傳媒集團五星體育頻道《中國好足球》，歷任主持人吳宗憲、曹啟泰、丁元凱

兒童節目製作
- 1989年 中視《全員競賽 快快快》（與陶大偉合製）

音樂節目策劃
- 1990年 中視《夜來香》

大型晚會製作
- 1991年 電視金鐘獎頒獎典禮
- 1992年 電視金鐘獎頒獎典禮
- 1993年 電視金鐘獎頒獎典禮
- 1994年 僑務委員會海內外同胞聯歡大會
- 1995年 僑務委員會海內外同胞聯歡大會、電視金鐘獎頒獎典禮
- 1996年 僑務委員會四海同心僑胞聯歡晚會
- 1997年 臺灣區中等學校運動會聯歡晚會
- 1998年 金曲獎頒獎典禮
- 1999年 《快樂雙十 非常Happy》中華民國國慶晚會、電視金鐘獎頒獎典禮、《明月有情同胞心》921大地震賑災晚會
- 2000年 921週年感恩之夜、美麗新南投重建之路
- 2001年 廣播金鐘獎頒獎典禮、電視金鐘獎頒獎典禮、愛在七夕碧潭橋晚會

舉辦比賽
- 德州撲克大賽
- 季田國際第一屆超級盃麻將大賽，代言人徐乃麟
- 季田國際第二屆超級盃麻將大賽，代言人曾國城、陳思璇

連續劇集
- 2004年 華視《紫藤戀》
- 2004年 華視《第一百個新娘》
- 2004年 華視《情定愛琴海》

## 外部連結
- 台灣綜藝節目的今天和明天 作者：艾迪貝爾國際股份有限公司總經理李典勇
- 中華民國剪輯協會 季田國際有限公司節目作品一覽
- 2014.06.15紀錄台灣／昔日超級製作人 李典勇逐電影夢 （页面存档备份，存于）
- 澆不熄國片熱情 魏德聖行動支持《痞子遇到愛》 （页面存档备份，存于）
- 2013.10.09康熙來了完整版　演藝圈徒弟的逆襲 （页面存档备份，存于）
- 為了收視率他們都不擇手段？！《上》　2014.04.29康熙來了 （页面存档备份，存于）
- 王牌大賤諜 哪種節目名稱會大中 （页面存档备份，存于）
- 電視人轉戰電影 李典勇鍾情墾丁 （页面存档备份，存于）
- 揭墾丁秘境　李典勇新片沈玉琳露臀相助 （页面存档备份，存于）